# Marco Antonio Mandruzzato
Marco Antonio Mandruzzato (Treviso, 16 de mayo de 1923-Milán, 31 de octubre de 1969) fue un deportista italiano que compitió en esgrima, especialista en la modalidad de espada.
Participó en los Juegos Olímpicos de Londres 1948, obteniendo una medalla de plata en la prueba por equipos. Ganó una medalla de oro en el Campeonato Mundial de Esgrima de 1949.

## Palmarés internacional
| Juegos Olímpicos   | Juegos Olímpicos      | Juegos Olímpicos | Juegos Olímpicos   |
| Año                | Lugar                 | Medalla          | Prueba             |
| ------------------ | --------------------- | ---------------- | ------------------ |
| 1948               | Londres (Reino Unido) | Medalla de plata | Espada por equipos |
| Campeonato Mundial |                       |                  |                    |
| Año                | Lugar                 | Medalla          | Prueba             |
| 1949               | El Cairo (Egipto)     | Medalla de oro   | Espada por equipos |